# 7923 Chyba
7923 Chyba eller 1983 WJ är en asteroid i huvudbältet som upptäcktes den 28 november 1983 av den amerikanske astronomen Edward L.G. Bowell vid Anderson Mesa Station. Den är uppkallad efter amerikanen Christopher F. Chyba.
Asteroiden har en diameter på ungefär 6 kilometer och den tillhör asteroidgruppen Koronis.